# Philipp Seidler
Philipp Seidler (* 2. September 1991 in Templin) ist ein deutscher Schauspieler.

## Leben
Philipp Seidler absolvierte von 2013 bis 2017 sein Schauspielstudium an der Hochschule für Musik und Theater in Rostock mit dem Abschluss „Diplom-Schauspieler“. Während seines Studiums war er als Gast am Volkstheater Rostock (2015) und am Staatstheater Schwerin (2016) engagiert. 
Von 2017 bis 2019 war er in seinem ersten Festengagement Ensemblemitglied am Saarländischen Staatstheater Saarbrücken, wo er unter der Regie von Bettina Bruinier, Matthias Straub, Gustav Rueb, Volker Schmidt, Laura Linnenbaum, Matthias Mühlschlegel und Thorsten Köhler arbeitete. Zu seinen Bühnenrollen am Staatstheater Saarbrücken gehörten u. a. der Tempelherr in Nathan der Weise und Achilles in Iphigenie auf Tauris. In Laura Linnenbaums Inszenierung Kafkas Haus (nach Erzählungen von Franz Kafka) war er in der Spielzeit 2018/19 als Titelheld „K.“ zu sehen. Er übernahm dort auch zahlreiche Rollen in zeitgenössischen Stücken sowie im Kinder- und Jugendtheater. 
Abschließend war er von 2021 bis 2023 festes Ensemblemitglied am Theater Vorpommern. Er spielte dort u. a. Alfred Klapproth in Pension Schöller (Regie: Maik Priebe), Sebastian in Was ihr wollt (Regie: Uta Koschel), Paul Bäumer in Im Westen nichts Neues (Regie: Janis Knorr), den Sklaven Tituba in Hexenjagd (Regie: Johanna Schall) und den jungen Bio-Genetiker Eitan Zimmermann in Wajdi Mouawads Theaterstück Die Vögel (Regie: Annette Pullen).
Seit 2021 steht Seidler auch für TV-Rollen vor der Kamera. In der ZDF-Krimireihe Stralsund hatte er eine Nebenrolle als Zufallsbekanntschaft und anschließender One-Night-Stand der Kommissarin Jule Zabek (Sophie Pfennigstorf). In der 21. Staffel der ZDF-Serie SOKO Wismar (2024) übernahm er eine Episodenrolle als tatverdächtiger und vorbestrafter Hofbesitzersohn Tobias Marchner.
Seidler arbeitet neben seiner Schauspieltätigkeit auch als Coach und Berater für Führungskräfte, berufliche Teams und Einzelpersonen. Er ist Mitglied der Genossenschaft Deutscher Bühnen-Angehöriger (GDBA) und lebt in Berlin.

## Filmografie (Auswahl)
- 2022: Der Überfall (Fernsehserie)
- 2024: Stralsund: Kaltes Blut (Fernsehreihe)
- 2024: SOKO Wismar: Unter Nachbarn (Fernsehserie, eine Folge)